# 费利克斯·戈特瓦尔德
费利克斯·戈特瓦尔德（德語：Felix Gottwald，1976年1月13日—），奥地利男子北欧两项运动员。他曾代表奥地利参加1994年、1998年、2002年、2006年和2010年冬季奥林匹克运动会北欧两项比赛，获得三枚金牌、一枚银牌和三枚铜牌。